# 2 Morski Pułk Strzelców

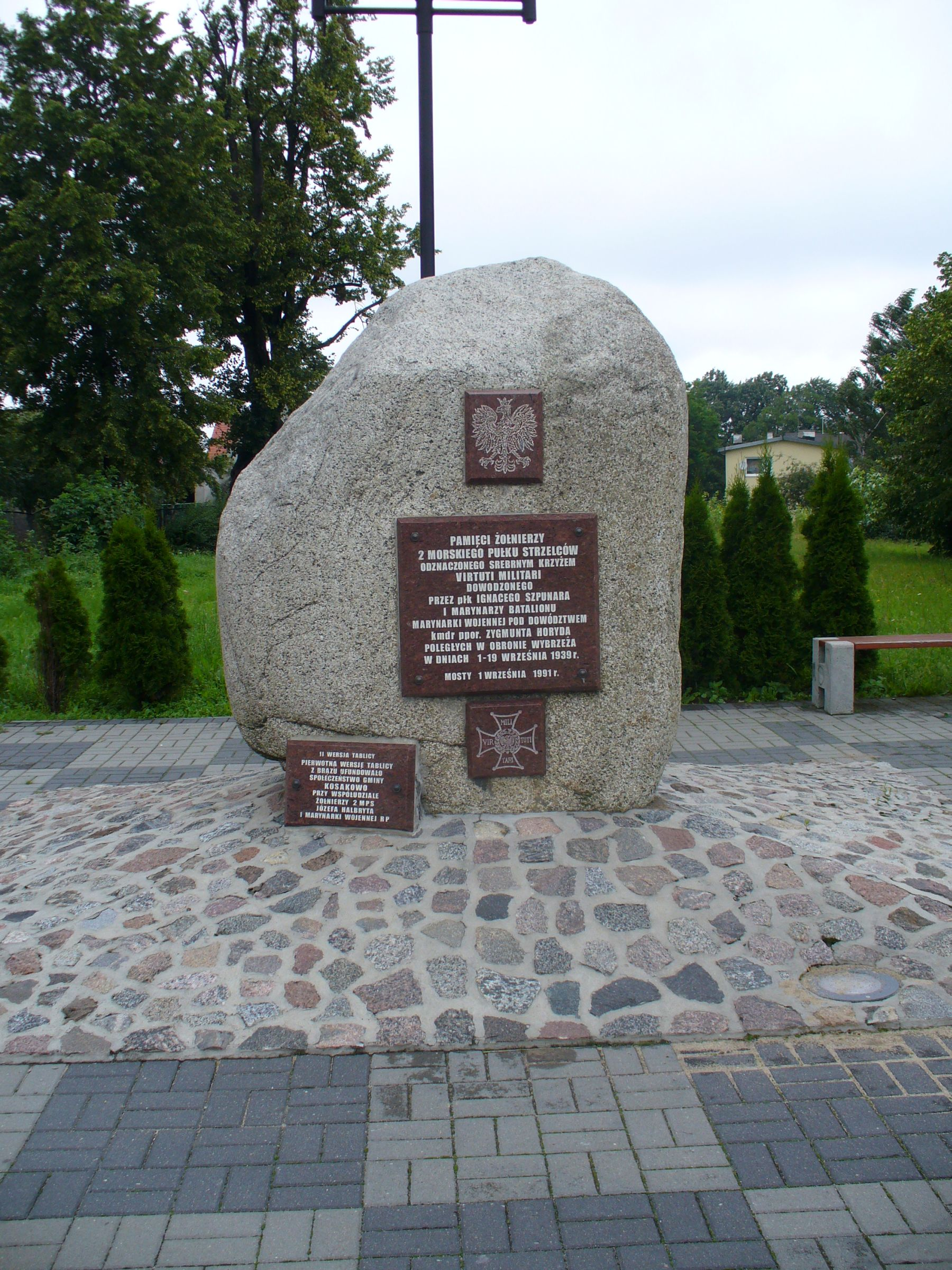
W hołdzie żołnierzom pułku

2 Morski Pułk Strzelców (2 mps) – oddział piechoty Wojska Polskiego II RP.

## Organizacja i formowanie pułku
2 Morski pułk strzelców nie występował w organizacji pokojowej Wojska Polskiego. Został zmobilizowany 24 sierpnia 1939 roku w trakcie mobilizacji alarmowej przez 2 Morski batalion strzelców poza planem mobilizacyjnym „W2”. Na podstawie rozkazu Kierownictwa Marynarki Wojennej z lipca 1939. Pułk został utworzony na bazie 2 morskiego batalionu strzelców, który stanowił II batalion pułku i wydzielił kadry dla nowo formowanego z rezerwistów i kadry „bliźniaczego” I batalionu pułku, organizowanego zgodnie z etatem batalionu piechoty typ. specjalny L.3017. Pododdziały pułkowe istniejące w ramach pokojowej struktury 2 mbs zostały zmobilizowane i rozbudowane. W 1939 roku morskie bataliony strzelców powinny etatowo posiadać 2 moździerze 81 mm, 9 granatników 46 mm, 12 ckm (wz.08), 27 rkm i 9 karabinów przeciwpancernych, ponadto pułk posiadał dwie armaty 75 mm wz.1897 i 4 armaty przeciwpancerne 37 mm wz.36. Podczas mobilizacji, w sierpniu 1939 do 2 Morskiego pułku strzelców przydzielono ponadto 111 pluton artylerii pozycyjnej, uzbrojony w dwie armaty kal. 76,2 mm wz. 1902. W trakcie mobilizacji alarmowej zgodnie z zarządzeniem Kierownictwa Marynarki Wojennej z lipca 1939 roku sformowano przez 2 mbs z dniem 23 sierpnia batalion rezerwowy piechoty nr I. Batalion rezerwowy nr I sformowany został podobnie jak I batalion „bliźniaczy” 2 mps zgodnie z etatem batalionu piechoty spec. L. 3017. Batalion ten taktycznie podlegał dowódcy 2 mps z uwagi na powyższe, nazywany też czasami III batalionem 2 mps. 

## 2 mps w kampanii wrześniowej
Zadaniem pułku (ok. 3 tys. żołnierzy) pod dowództwem ppłk. I. Szpunara było zorganizowanie obrony stałej Gdyni od strony Gdańska, na południowych stokach Redłowa i południowym skraju Lasu Witomińskiego, od plaży w Orłowie do m. Chwarzno włącznie. Pułk zajął obronę mając w I rzucie; II batalion od plaży w Orłowie do leśniczówki Krykulec, I batalion rezerwowy od leśniczówki Krykulec do miejscowości Chwarzno. W II rzucie pułku umieszczony został I batalion w rejonie strzelnicy kurkowej. Dowództwo pułku, plutony pułkowe i artyleria pułkowa zajęły pozycje w rejonie osiedla Witomino. Zachodnim jego sąsiadem, w rejonie Koleczkowa, był 3 morski batalion strzelców (dawniej I Gdyński batalion Obrony Narodowej) pod dowództwem mjr. Stanisława Zauchy. Pułk wchodził w skład Lądowej Obrony Wybrzeża na czele z płk. Stanisławem Dąbkiem.

### W obronie Gdyni
Jeszcze przed wybuchem wojny żołnierze pułku zajmowali stanowiska obronne m.in. w Kolibkach, wzdłuż Kaczej, wzdłuż toru kolejowego Gdynia–Kościerzyna, na Witominie i na wzgórzu nr 1577, leżącym na północ od Chwarzna. Odcinek obrony był krótki, bo liczył ok. 8 km, ale miał duże znaczenie militarne, stąd bowiem była najkrótsza droga do wprowadzenia wojsk niemieckich do serca Lądowej Obrony Wybrzeża, tj. do portu handlowego i wojennego oraz do miasta Gdyni.
Gdy 1 września 1939 r. o świcie Niemcy przekroczyli granicę, od razu napotkali duży opór. 2 Morski pułk strzelców już w pierwszym minutach został ostrzelany przez oddziały gen. Eberharda i pancernik „Schleswig-Holstein”. Ogniem wrogiej artylerii zostały rażone pozycje II batalionu, koszary i placówka nr 2 na Kolibkach. Główne natarcie niemieckie wyszło na pozycje II batalionu. Często szturmowanym miejscem była główna droga z Sopotu do Gdyni i jej okolice, tj. pozycje II batalionu. Oddziały pułku t.j: I batalion, 5 kompania, 3 kompania I batalionu rezerwowego i zwiadowcy pułkowi dokonały wypadu nocą 1/2 września na stronę niemiecką, zaskakując i odrzucając pododdziały niemieckie za granicę (poza obsadą niemiecką wzg. 84,3). Za cenę kilkunastu poległych i rannych, wzięto do niewoli 25 jeńców, zdobyto 5 ckm, 2 pm, moździerz i armatę ppanc. kilka kb, amunicję, radiostację oraz przy zabitym oficerze liczne dokumenty sztabowe, w tym kompletny spis wszystkich dowódców 2 mps. 2 września od wczesnych godzin porannych nieprzyjaciel ostrzelał stanowiska II batalionu, dowództwa pułku i artylerii zadając straty obrońcom, jednocześnie natarcie niemieckie doprowadziło do wyrzucenia placówek nr 1 i 2 z ich stanowisk. Niemieckie natarcie zostało powstrzymane na pozycjach II batalionu. Od 3 września wzmocniona 3 kompania strzelecka I batalionu rezerwowego stoczyła kilkudniowy bój o stanowiska obronne na wzg. 133, które obroniła pomimo ostrzału wroga i licznych natarć do dnia 9 września, kiedy to została zmieniona przez bratnią 2 kompanię strzelecką I batalionu rezerwowego. Nocą 3/4 września płk Dąbek rozkazał wyrzucić wroga z rejonu Kolibek i Osowej siłami trzech batalionów, w tym I/2 mps przy wsparciu improwizowanego pociągu pancernego. Kontrnatarcie zgrupowania polskiego zaskoczyło nieprzyjaciela i częściowo osiągnęło zamierzone powodzenie. Opanowano wieś i stację kolejową Osowo. Poległo 7 żołnierzy, a 20 zostało rannych, wzięto do niewoli 22 jeńców, zdobyto 3 moździerze, armatę ppanc., broń maszynową i ręczną oraz samochody i motocykle nieprzyjacielskie. 4 i 5 września na pozycjach II batalionu toczono walki obronne. 6 września po odrzuceniu ze wzg. 205,8 czaty 3 kompanii przez natarcie wroga, kontratak pozostałej części tej kompanii zdobył wzg. 205,8 i utrzymał je organizując na nim kompanijny punkt oporu. Nocą 6/7 września na odcinku II batalionu odparto wypad niemiecki. 7 września o świcie natarcie niemieckiego batalionu wyparło 3 kompanię strzelecką ze wzg. 205,8., a natarcie drugiego batalionu wroga wyparło z lasu Krykulec 3 kompanię strzelecką. Dalsze natarcie wroga zostało powstrzymane przez plutony: zwiadowców, ppanc. i pionierów. Następnie kontratak pozostałej części I batalionu odrzucił z lasu Krykulec nieprzyjaciela. Straty własne to ok. 50 poległych i rannych. W lesie Krykulec zajęła obronę 2 kompania strzelecka. 8 września kompania ta została wyrzucona z lasu Krykulec. Ofiarna obrona wzg. 133 przez 3 kompanię strzelecką I batalionu rezerwowego nie pozwoliła oskrzydlić 2 mps na stanowiskach obronnych. 9 września I batalion rezerwowy prowadził walki obronne na swoim odcinku. 10 września I/2 mps bez jednej kompanii uczestniczył w wypadzie organizowanym przez dowódcę LOW na Leżyce, gdzie poniósł duże straty osobowe. 11 września na odcinku I batalionu rezerwowego nieprzyjaciel wdarł się w obronę jego 1 kompanii strzeleckiej, kontratak bratniej 3 kompanii strzeleckiej przywrócił stanowiska obronne batalionu. 12 września część I batalionu rezerwowego (niepełne 2, 3 kompanie strzeleckie i niepełna kompania ckm) uczestniczyła w kontrnatarciu trzech batalionów LOW na nieprzyjaciela zajmującego stanowiska w lasach Zagórze-Reda. Batalion maszerując do kontrnatarcia był atakowany przez niemieckie lotnictwo. Z uwagi na zmianę sytuacji taktycznej niepełny I batalion rez. przystąpił do walki samotnie. O godz.14 3 kompania uderzyła na niemiecką kompanię w obronie, gwałtowne natarcie rozbiło niemiecką kompanię, zginęło 35 niemieckich piechurów, wzięto do niewoli 12 jeńców, zdobyto wóz z amunicją, 2 ckm, konie i motocykle. Pozostałe siły batalionu zdobyły po 2 km ruchu naprzód tabory niemieckie. W trakcie walk w rejonie taborów część I batalionu rez. poniosła duże straty, ciężko ranny został dowódca batalionu, który zmarł wkrótce w szpitalu. Reszta pod dowództwem por. Kujawy powróciła do pułku na Kępie Oksywskiej.                 

### Obrona Kępy Oksywskiej
Wieczorem 12 września i nocą na 13 września 2 mps, na rozkaz płk. S. Dąbka wycofał się na Kępę Oksywską. Wynikało to stąd, iż 1 Morski pułk strzelców i V batalion Obrony Narodowej po bardzo ciężkich walkach zostały zmuszone, przez znacznie liczniejsze siły niemieckiej 207 DP, do odwrotu z Wejherowa, poprzez Redę, na Kępę Oksywską. Groziło to opanowaniem Gdyni od strony północno-zachodniej i uderzeniem na tyły 2 morskiego pułku strzelców. Z uwagi na opanowanie w dniu poprzednim przez piechotę niemiecką Mostów i Mechelinek, 13 września o godz. 4.00 II batalion uderzył na obie miejscowości wyrzucając z nich wroga, poległo 5 żołnierzy, a 7 odniosło rany. Z szeregów wroga poległo i zostało rannych 12 żołnierzy, a 8 dostało się do polskiej niewoli. II batalion zajął stanowiska na dominujących punktach terenowych w odbitym rejonie. Od strony zachodniej pułk osłaniała 2 kompania strzelecka I batalionu. Reszta I batalionu (1, 3 kompanie strzeleckie i 1 ckm) wsparła 1 mps w uderzeniu na wzg. 72,9 za Dębogórzem. Po początkowym powodzeniu I batalion 2 mps został zmuszony do wycofania się w rejon Dębogórza. W trakcie walki został ranny dowódca I batalionu kpt. J. Wysocki, ta reszta batalionu została wcielona w szeregi 1 mps. Ok. godz. 18 niemieckie natarcie wyparło 6 kompanię strzelecką i wspierający ją pluton marynarzy z Mostów i Mechelinek. Nocnym natarciem 6 kompania i 3 kompania strzelecka 3 morskiego batalionu strzelców (dawny ON Gdynia I) wyparła wroga z Mostów i Mechelinek. Pozostawiono w tych miejscowościach jedynie niewielkie placówki, kompanie wycofały się na poprzednie stanowiska. O godz. 5.00 15 września nieprzyjaciel przy wsparciu artylerii wyparł placówki w Mostów i Mechelinek. W tym samym czasie uzupełniono II batalion żołnierzami z rozbitych pododdziałów, również I batalion rez. został uzupełniony rozbitkami i żołnierzami z jednostek tyłowych, dowództwo jego objął por. Tadeusz Sozański. 15 września I batalion rez. por. T. Sozańskiego (bez 3 kompanii) o godz. 5.30 przystąpił do natarcia w kierunku lasu Leśniczówka i wzg. 76,0. 1 kompania osiągnęła skraj Dębogórza, a jeden z plutonów 2 kompanii dotarł do lasu z którego został wyparty ze stratami. Na kompanie I batalionu rez. zalegające pod ostrzałem niemieckim ok. godz. 17 uderzyły pododdziały wroga odrzucając je do tyłu w rejon obrony 3 mbs, gdzie wspólnymi siłami oba utrzymały polskie pozycje. 15 września ponownie na Mosty i Mechelinki uderzył dwoma kompaniami II/2 mps i 3 kompania 3 mbs. Po odbiciu tych miejscowości kompanie zajęły w nich stanowiska obronne. 16 września wobec niepowodzenia na innych odcinkach obrony II batalion pułku zmienił część stanowisk obronnych zajmując wzg. 43,0, wieś Pustki Pierwoszyńskie oraz Kosakowo. Kompanie podczas zajmowania nowych stanowisk znajdowały się pod intensywnym ostrzałem artylerii niemieckiej. Z żołnierzy morskiej kompanii reflektorów, marynarzy, saperów itd. utworzono improwizowany III batalion 2 mps pod dowództwem kpt. Kowrygo. 17 września w godzinach przedwieczornych na pierwszorzutowe kompanie II batalionu nieprzyjaciel przeprowadził natarcie, które zostało odparte. Ponowne natarcie niemieckie zostało przeprowadzone w dniu 18 września również odparte. Nocą 18/19 września na rozkaz dowódcy pułku III improwizowany batalion kpt. Kowrygo zaatakował wroga w rejonie Młyn Kaina i nacierał w kierunku Suchego Dworu. Natarcie na Suchy Dwór zaległo w ogniu broni maszynowej i artylerii przy oświetlonym terenie przez flary. Ponowne natarcie wsparte przez 6 kompanię i pozostałe działo piechoty również załamało się przy wielkich stratach atakującego batalionu. Pozostałość batalionu zajęła stanowiska obronne w rejonie strzelnicy. Od rana 19 września stanowiska obronne zajmowane przez żołnierzy pułku były ostrzeliwane ogniem artylerii lądowej i okrętowej, bombardowane i ostrzeliwane z powietrza. Kompanie 4 i 5 II batalionu broniły swoich pozycji i nie wycofały się. III batalion kpt. Kowrygi, bronił swoich pozycji w rejonie strzelnicy do godz. 14, po czy z uwagi na brak amunicji żołnierze zaprzestali walki i batalion został zlikwidowany. Odwodowa 6 kompania stanowiąca odwód 2 mps broniła Babiego Dołu, po południu zaprzestała walki. W rejonie folwarku Stefanowo i wzg. 43,0 do godz.16.30 walczył II batalion po czym jego opór został zlikwidowany.                  
Straty w zabitych i rannych jakie pułk poniósł w trakcie 19 dni walk, to: 45% oficerów i 30% szeregowych, a w/g por. Andrzeja Chudego to 134 oficerów i 1556 szeregowych.                 
Za czyny wyjątkowego męstwa okazane podczas wojny obronnej 1939 r. Naczelny Wódz w Londynie odznaczył 2 Morski pułk strzelców Krzyżem Srebrnym Orderu Virtuti Militari V klasy. Odznaczeni zostali także jego żołnierze.          

## Obsada personalna pułku we wrześniu 1939
Dowództwo
- dowódca pułku – ppłk Ignacy Szpunar
- I adiutant pułku – por. Józef Mikołajczuk (zginął 17 września), por. Marian Kujawa (od 17 września)
- II adiutant pułku – por. Zygmunt Pernak
- kwatermistrz – kpt. Zygmunt Kurc
- oficer mobilizacyjny – kpt. Kazimierz Rutkowski
- oficer ewidencyjno-personalny – por. Jan Walichnowski
- oficer materiałowy – kpt. Stefan Pilszak
- oficer żywnościowy – kpt. Stanisław Jan Łukaszewicz
- oficer gospodarczy pułku i II batalionu – kpt. Franciszek Ziembowicz
- naczelny lekarz pułku i II batalionu – por. Włodzimierz Tomankiewicz

I batalion
- dowódca batalionu – kpt. Jan Wysocki
- adiutant batalionu – ppor. Bronisław Jurkiewicz[12]
- dowódca plutonu łączności – por. Kazimierz Sobolewski[13]
- dowódca plutonu zwiadowców – ppor. Jerzy Perzanowski[13]
- dowódca 1 kompanii strzeleckiej – kpt. Kazimierz Kostecki
- dowódca 2 kompanii strzeleckiej – por. Józef Bieniasz
- dowódca 3 kompanii strzeleckiej – por. Józef Stefaniak
- dowódca 1 kompanii ckm – por. Władysław Fedajko[14][5][13]

II batalion
- dowódca batalionu – mjr Witold Skwarczyński
- adiutant batalionu – ppor. Stanisław Falisz[13][12]
- dowódca 4 kompanii strzeleckiej – por. Marian Woźniak
- dowódca 5 kompanii strzeleckiej – por. Andrzej Matuszak
- dowódca 6 kompanii strzeleckiej – kpt. Antoni Kowrygo (od 17 IX – kpt. adm. Julian Walenty Fabicki[15])
- dowódca 2 kompanii ckm – kpt. Franciszek Olszewski

Pododdziały specjalne
- dowódca plutonu przeciwpancernego – ppor. Stanisław Bałamucki
- dowódca plutonu łączności – por. Jerzy Zagrodzki
- dowódca plutonu pionierów – por. Bolesław Horoch
- dowódca plutonu zwiadowców – ppor. Marian Kliś
- dowódca baterii artylerii piechoty – kpt. Wiesław Szarras
- dowódca plutonu wartowniczego – ppor. Zygmunt Cywiński

I batalion rezerwowy
- dowódca batalionu – kpt. Izajasz Chwalimir Pochwałowski (do 12 IX 1939)
- adiutant batalionu – por. Jan[16]
- dowódca plutonu łączności – ppor. Witold Szulczewski[16]
- dowódca 1 kompanii strzeleckiej – por. Wacław Szyszko
- dowódca 2 kompanii strzeleckiej – por. Marian Kujawa
- dowódca 3 kompanii strzeleckiej – por. Albin Wnuk
- dowódca kompanii ckm – por. Tadeusz Sozański

## Tradycje
Imię 2 Morskiego pułku strzelców nadano szkole podstawowej nr 20 w Wielkim Kacku. Nazwisko dowódcy pułku – ppłk. Ignacego Szpunara nosi jedna z ulic na nowym osiedlu na Pogórzu Górnym. W Redłowie znajduje się mauzoleum – cmentarz. Znajduje tam się 515 mogił obrońców Gdyni, w tym żołnierzy pułku, a wśród nich także mogiła I. Szpunara. W Kolibkach postawiono obelisk na pamiątkę stoczonej tam bitwy, natomiast na Witominie znajduje się pomnik i ulica 2 Morskiego pułku strzelców. W Mostach znajduje się pomnik 2 mps.